# Subanomalina
Subanomalina es un género de foraminífero bentónico de la subfamilia Nonioninae, de la familia Nonionidae, de la superfamilia Nonionoidea, del suborden Rotaliina y del orden Rotaliida. Su especie tipo es Subanomalina guadalupensis. Su rango cronoestratigráfico abarca el Holoceno.

## Clasificación
Subanomalina incluye a las siguientes especies:
- Subanomalina differens
- Subanomalina guadalupensis